# Beatifikacija
Beatifikacija (lat. beatus, blagoslovljen, grč. μακάριος, makarios i lat. facere, učiniti) kanonski je postupak i proglas Katoličke Crkve o preminulim ljudima koji su po katoličkom vjerovanju dobili pristup Raju i sposobnost posredovanja u Boga u korist pojedinca koji se moli u njegovo ili njezino ime. Beatifikacija je treći od četiri koraka procesa kanonizacije. Osoba koja je beatificirana dobiva naslov blaženi (bl.).

## Povijest
Riječ beatifikacija dolazi u uporabu vjerojatno u 4. stoljeću, a prvi put se počela rabiti u Crkvi u Kartagi, no ideja je vjerojatno starija. U ranije vrijeme ta čast je bila lokalna i bila je prenošena s jedne dijeceze drugoj uz biskupovo odobrenje. Dokaz za to su rana kršćanska svetišta u kojima se nalaze freske samo lokalnih mučenika. Neke beatifikacije biskupa u srednjem vijeku bile su skandalozne u usporedbi s današnjim. Na primjer, Karla Velikog Franačkog beatificirao je biskupski skup samo kratko vrijeme poslije smrti. Nikad nije kanoniziran (proglašen svetim), no ipak je dano dopuštenje slavljenja Mise u njegovu čast u Aachenu i Osnabrücku, no bez prava da ga se oslovljava »blaženim«. 
Papa Ivan Pavao II. revidirao je pravila proglašavanja blaženim odnosno svetim Apostolskom konstitucijom Divinus Perfectionis Magister objavljenom 25. siječnja 1983. Ona je odredila da se u buduće mora dokazati jedno čudo da bi se založilo za beatifikaciju neke osobe, no to pravilo ne vrijedi za one koji su poginuli kao mučenici, jer je njihova svetost već dokazana podnesenim mučeništvom za vjeru i zbog mržnje prema kršćanskoj vjeri (in odium fidei).
Blaženi se ne slave u cjelokupnoj univerzalnoj Katoličkoj Crkvi, nego u (nad)biskupijama ili redovničkim družbama koje su zahtijevale beatifikaciju, te u drugima koje to zahtijevaju od Svete Stolice. Primjerice, Ivana Dunsa Škota slave svi franjevci u svijetu, a od ostalih vjernika Kölnska nadbiskupija u Njemačkoj.

## Beatifikacija koju provodi papa
Ivan Pavao II. (16. listopada 1978. – 2. travnja 2005.) promijenio je stari katolički način beatifikacije. Do listopada 2004. beatificirao je 1340 ljudi, više nego svi njegovi prethodnici od pape Siksta V. (umro 1590.), koji je uspostavio proceduru beatifikacije sličnoj danas. Nasljednik Ivana Pavla II., papa Benedikt XVI., odustao je od prakse svojih prethodnika da se beatifikacija proglašava najčešće u Vatikanu, odredivši da se svečanost provodi u (arhi)dijecezi u kojoj je pokojna osoba djelovala za života, a da mu predsjeda ordinarij te (arhi)dijeceze. Benedikt XVI. je 1. svibnja 2011. sam predvodio svečanost beatifikacije Ivana Pavla II., jer je papa na čelu Rimske arhidijeceze i u njoj djeluje. 

## Vanjske poveznice
- LZMK / Hrvatska enciklopedija: beatifikacija
- LZMK / Proleksis enciklopedija: beatifikacija
- Academic.com / Hrvatski jezični portal: beatifikacija
- Hrvatska katolička mreža / dr. sc. Mile Mamić: »Značenje riječi beatifikacija«